# Reince Priebus
Reinhold Richard "Reince" Priebus (/ˈraɪns ˈpriːbəs/; Nova Jérsei, 18 de março de 1972) é um advogado e político norte-americano, que foi Chefe de Gabinete da Casa Branca do presidente Donald Trump, de 20 de janeiro de 2017 a 31 de julho de 2017. Em 2017, apareceu na lista de 100 pessoas mais influentes do ano pela Time.